# Bactriola maculata
Bactriola maculata là một loài bọ cánh cứng trong họ Cerambycidae.